# Nostalgia di un piccolo grande amore
Nostalgia di un piccolo grande amore è un film del 1991 diretto da Antonio Bonifacio.

## Trama
La storia d'amore tra Paolo e Patty durante la fine del loro percorso di studi, nell'imminenza dell'esame di maturità.